# Урбано, Пилар
Пилар Урбано Касанья (исп. Pilar Urbano Casaña, род. в 1940 году) — испанская журналистка и писательница.

## Биография
Пилар Урбано родилась в Валенсии в 1940 году. В настоящее время она публикует свои статьи в газете El Mundo. Она также является членом Opus Dei.
Изучив философию и литературу, она вскоре направила свою профессиональную карьеру в мир журналистики и с отличием окончила Официальную школу журналистики .
Она работала политическим комментатором в газетах The ABC (до 1985 года, где вела периодическую колонку под названием "Hilo directo"), Ya (1985-1989), а теперь в El Mundo и журнале Epoca.
В 1994 году на неё подали в суд за выражение мнений, охарактеризованных как гомофобные в статье журнала Elle.
Пилар Урбано специализировалась на публикации книг о текущих событиях, включая такие темы, как преступный замысел терактов 11 сентября и попытка государственного переворота 23 сентября в Испании. Она была непосредственным свидетелем последнего из галереи журналистов Конгресса депутатов. Позже она заявила: У меня на поясе был пистолет-пулемёт примерно на ширину ладони. Я не бросилась на землю. В тот день и в ту ночь я определённо поняла, что свобода стоит больше, чем жизнь".
Она также опубликовала две авторизованные биографии королевы Софии и судьи Бальтасара Гарсона.
В октябре 2008 года презентация её книги "La Reina muy de cerca", опубликованной издательством "Редакционная планета", вызвала сильную полемику в Испании из-за предполагаемых заявлений королевы Софии против эвтаназии, абортов и однополых браков. Это привело к официальному заявлению Королевского двора, в котором говорилось, что Пилар Урбано, "после личной беседы с Ее Величеством королевой, вкладывает в уста Ее Величества предполагаемые утверждения, которые некоторые СМИ воспроизвели сегодня", которые "не совсем соответствуют мнениям, выраженным Ее Величеством Королевой, о чем автор был должным образом проинформирован".
До этого заявления журналистка отрицала, что заявления носили частный характер. "Я написала книгу вместе с королевой во дворце Сарсуэла", добавив, что "то, что сказала королева — написано в моей книге", Королевский дом прочитал это и одобрил".

## Работы
- «Испания меняет кожу: политические интервью» (1976)
- «С приходом я исследовал 23-Е» (1982)
- «Человек с виллы Тевере: римские годы Хосемарии Эскривы» (1995)
- «Я вступил в Cesid» (1996)
- «Королева» (1997)
- «Гарсон: человек, который видел рассвет» (2000)
- «Шеф Атта: тайна Белого дома, Плаза и Янес» (2003)
- «Мать осужденного» (2005)
- «Королева с близкого расстояния» (2008)
- «Цена трона» (2011)
- «Великое разочарование. Что забыл Суарес, а король предпочитает не вспоминать» (2014)
- «Пьеса 25, спасение младенца» (2017)